# 1950 w filmie
Wydarzenia filmowe w 1950 roku.

## Wydarzenia
- 15 maja – po sześciu latach od wyprodukowania w Niemczech wyświetlano film Pod mostami w reżyserii Helmuta Käutnera. Obraz ten ukończono w ostatnich dniach wojny, lecz popadł w zapomnienie, a pokazanie go w zniszczonym wojną kraju było niemożliwe.

## Premiery

### Filmy polskie
- 1 września – Dwie brygady – reż. Wadim Berestowski, Janusz Nasfeter, Marek T. Nowakowski, Jerzy Popiołek, Maria Olejniczak, Silik Sternfeld
- 7 grudnia – Miasto nieujarzmione – reż. Jerzy Zarzycki

### Filmy zagraniczne
- Kronika pewnej miłości (Cronaca di un amore) – reż. Michelangelo Antonioni
- Franciszek, kuglarz boży (Francesco, giullare di Dio) – reż. Roberto Rossellini
- Riding High – reż. Frank Capra, wyk. Bing Crosby, Coleen Gray
- Mr. Music – reż. Richard Haydn, wyk. Bing Crosby, Nancy Olson, Charles Caburn, Groucho Marx

## Nagrody filmowe
- Oscary
  - Najlepszy film – Wszystko o Ewie
  - Najlepszy aktor – José Ferrer (Cyrano de Bergerac)
  - Najlepsza aktorka – Judy Holliday (Urodzona wczoraj)
  - Wszystkie kategorie: Oscary w roku 1950
- Festiwal w Cannes
  - Złota Palma: festiwal się nie odbył

## Urodzili się
- 1 stycznia – Eugeniusz Karczewski, polski aktor
- 2 stycznia – Marian Krawczyk, polski aktor
- 7 stycznia – Krzysztof Janczar, polski aktor
- 16 stycznia – Debbie Allen, amerykański reżyser i aktor
- 12 lutego – Paweł Wawrzecki, polski aktor
- 18 lutego – Cybill Shepherd, aktorka amerykańska
- 6 marca – Joanna Żółkowska, polska aktorka
- 24 kwietnia – Jerzy Kryszak, polski aktor
- 29 kwietnia – Małgorzata Rożniatowska, polska aktorka
- 12 maja – Gabriel Byrne, aktor
- 8 czerwca – Sônia Braga, brazylijska aktorka
- 26 lipca – Jan Piechociński, polski aktor
- 16 sierpnia – Marek Frąckowiak, polski aktor (zm. 2017)
- 8 września – Jerzy Radziwiłowicz, polski aktor
- 9 października – Krzysztof Stroiński, polski aktor
- 18 października – Marek Kondrat, polski aktor
- 16 listopada – Marzena Trybała, polska aktorka
- 26 listopada – Krzysztof Kiersznowski, polski aktor (zm. 2021)

## Zmarli
- 15 marca – Louise Fleck, austriacka reżyserka filmowa, scenarzystka i producentka (ur. 1873)